# Kaleidoszkóp (televíziós sorozat)
A Kaleidoszkóp (eredeti cím: Kaleidoscope) 2023-as amerikai drámasorozat, amelyet Eric Garcia alkotott. A főbb szerepekben Giancarlo Esposito, Rufus Sewell, Paz Vega- Rosaline Elbay és Jai Courtney látható.
Amerikában és Magyarországon 2023. január 1-én mutatta be a Netflix.

## Ismertető
Leo Pap és csapata, egy 7 milliárd dollárt érő epikus rablást kísérelnek meg, de az árulás, a kapzsiság és más veszélyek aláássák a terveiket.

## Szereplők

### Főszereplők
| Szereplők                   | Színész                       | Magyar hang       | Leírás                                                                                 |
| --------------------------- | ----------------------------- | ----------------- | -------------------------------------------------------------------------------------- |
| Leo Pap / Ray Vernon        | Giancarlo Esposito            | Törköly Levente   | Hivatásos bűnöző és a rablócsapat vezetője, aki ki akarja rabolni az SLS páncéltermét. |
| Roger Salas / Graham Davies | Rufus Sewell                  | Fillár István     | Leo korábbi bűntársa és az "SLS", egy vállalati biztonsági cég vezérigazgatója.        |
| Ava Mercer                  | Paz Vega                      | Szávai Viktória   | Ügyvéd, Leo legközelebbi barátja és Leo csapatának fegyverszakértője.                  |
| Stan Loomis                 | Peter Mark Kendall            | Szűcs Péter Pál   | Leo egykori cellatársa és Leo csapatának csempésze.                                    |
| Judy Goodwin                | Rosaline Elbay                | Ágoston Katalin   | Stan volt barátnője és Leo csapatának robbanóanyag-specialistája.                      |
| Bob Goodwin                 | Jai Courtney                  | Makranczi Zalán   | Judy férje és Leo csapatának széftörője.                                               |
| Hannah Kim                  | Tati Gabrielle                | Földes Eszter     | Leo terhes lánya, aki az SLS digitális biztonsági vezetőjeként dolgozik.               |
| Hannah Kim                  | Austin Elle Fisher (fiatalon) | Takó-Boross Flóra | Leo terhes lánya, aki az SLS digitális biztonsági vezetőjeként dolgozik.               |

### Mellékszereplők
| Szereplők        | Színész          | Magyar hang        | Leírás |
| ---------------- | ---------------- | ------------------ | --- |
| RJ Acosta Jr.    | Jordan Mendoza   | Rada Bálint        | Leo csapatának sofőrje.                                                                                                |
| Carlos Sujo      | Hemky Madera     | Ficzere Béla       | Roger jobbkeze és segítője.                                                                                            |
| Liz Kim          | Soojeong Son     | Tóth Szilvia Lilla | Hannah örökbe fogadott testvére.                                                                                       |
| Stefan Thiele    | John Hans Tester | Tarján Péter       | A "hármasok" egyike, egy milliárdos trió, akik 7 milliárd dollár értékű bemutatóra szóló kötvényeket bíznak az SLS-re. |
| Nazan Abbasi     | Niousha Noor     | Tornyi Ildikó      | FBI ügynök, aki a Leo csapatának nyomozására koncentrál.                                                               |
| Samuel Toby      | Bubba Weiler     | Czető Roland       | Abbasi FBI-os partnere.                                                                                                |
| Andrew Covington | Patch Darragh    | Magyar Bálint      | Az SLS korábbi digitális biztonsági vezetője                                                                           |
| Dr. Wagner       | Richard Masur    | Barbinek Péter     | Leo orvosa a bebörtönzése alatt.                                                                                       |
| Jennifer Helman  | Tina Benko       | Czirják Csilla     | Abbasi és Toby főnöke az FBI-nál.                                                                                      |
| Ted Gough        | Whit Washing     | Sztarenki Pál      | FBI ügynök, akit az ékszerrablással bíztak meg.                                                                        |
| Lily Vernon      | Robinne Lee      | Peller Anna        | Leo felesége és Hannah édesanyja.                                                                                      |
| Taco             | Max Casella      | Barát Attila       | Bérbűnöző. |
| Samson           | Craig Walker     | Borbiczki Ferenc   | Taco társa és bűntársa.                                                                                                |

### Magyar változat
- Magyar szöveg: Tukora Katalin
- Hangmérnök: Mihályfi Kristóf
- Vágó: Simkóné Varga Erzsébet
- Gyártásvezető: Hódos Edina
- Szinkronrendező: Nikodém Zsigmond

A szinkront a Mafilm Audio Kft. készítette.

## Epizódok
Mind a nyolc epizód tetszőleges sorrendben megtekinthető. A bevezető (Fekete) elmagyarázza a sorozat koncepcióját.
| Sor. | Év. | Cím                                                                      | Rendező         | Író                            | Premier         |
| --- | --- | ------------------------------------------------------------------------ | --------------- | ------------------------------ | --------------- |
| 1. | 1.  | Sárga (6 héttel a rablás előtt) ("Yellow" (6 Weeks Before the Heist))    | Everardo Gout   | Eric Garcia                    | 2023. január 1. |
| Hannah Kim, aki az SLS biztonsági cégnél dolgozik, teszteli egy rivális cég páncéltermének biztonságát, amely a milliárdos Stefan Thiele tulajdona. Lenyűgözve, beleegyezik, hogy Roger Salas, az SLS vezérigazgatója mellett dolgozzon. Eközben a hivatásos bűnöző Leo Pap azt tervezi, hogy kirabolja az SLS legbiztonságosabb páncélszekrényét a cég New York-i központjában. Több korábbi társát is beszervezi, köztük a csempész Stan Loomis-t, a robbanóanyag-specialista Judy Goodwint, a fegyverszakértő Ava Mercert, az ügyes sofőr, RJ Acosta Jr-t, és vonakodva bevonja Judy férjét, a széftörő Bob Goodwint is. Leo elárulja, hogy van valakije a cégen belül, aki segíteni fog nekik. Együtt elkezdik tervezni, hogy hétmilliárd dollár értékű bemutatóra szóló kötvényeket lopjanak el a "Hármasok" néven ismert, nagyhatalmú milliárdosok triójától. Hogy finanszírozni tudják leendő rablásukat, kirabolnak egy ékszerboltot, de Bobot kézen lövik, amikor ellop egy pillangó karkötőt Judy számára. Hannah felfedezi, hogy terhes, míg Roger arra gyanakszik, hogy valaki bentről veszélyeztette a cég biztonságát. Hannah bizonyítékokat helyez el Andrew Covington, az SLS digitális biztonsági vezetője ellen, ami miatt a férfit kirúgják, és Hannah veszi át a helyét. Később titokban találkozik Leóval, az apjával, és tájékoztatja őt a sikeréről.                                                                          |     |                                                                          |                 |                                |                 |
| 2. | 2.  | Zöld (7 évvel a rablás előtt) ("Green" (7 Years Before the Heist))       | Robert Townsend | Evan Endicott és Josh Stoddard | 2023. január 1. |
| A több mint tizenhét éve bebörtönzött Ray Vernon (Leo Pap) többször is megpróbál levelet írni Hannah-nak. Stan, aki Leo cellatársa, a börtönben a csempészáru terjesztőjeként tevékenykedik. Judy, Stan volt barátnője csempészárut csempész be Stan számára, amivel a többi bűnözőt boldoggá teszi. Stan féltékeny és elégedetlen, amikor Judy bemutatja őt új társának, Bobnak, és később egy banda megtámadja, akik azt remélik, hogy ellopják az üzletét. Miután Ray egy éjszaka összeesik, Dr. Wagner, a börtön orvosa felfedezi, hogy a Parkinson-kór tünetei mutatkoznak nála. Most már elhatározza, hogy megszökik, és Stan-nel közösen tervet eszel ki a börtönből való kitörésre. A börtönkonyha étkezdéjében varázsgombát kevernek, ami figyelemelterelésként hat. Stan azonban feladja magát egy őrnek, hogy Ray megszökhessen, aki Dr. Wagner autójában rejtőzik el. Most már szabad emberként Ray találkozik Avával, aki segít megrendezni a halálát, és új személyazonosságot ad neki: "Leo Pap". A drogfüggő Nazan Abbasi FBI-ügynök nyomoz a börtönszökés ügyében, agresszívan kihallgatja Avát, aki feljelentést tesz ellene. Ray "halála" látszólag lezárja az ügyet, de Abbasinak gyanúja marad. Ray megtalálja Hannah-t, akit nemrég vettek fel az SLS-hez, de a lány elutasítja, amiért elhagyta őt. Hannah később elolvassa apja levelét, amelyet úgy módosítottak, hogy figyelmeztesse őt, hogy Rogerben nem lehet megbízni. |     |                                                                          |                 |                                |                 |
| 3. | 3.  | Kék (5 nappal a rablás előtt) ("Blue" (5 Days Before the Heist))         | Everardo Gout   | Garrett Lerner                 | 2023. január 1. |
| Leo hét lépésre bontja a rablást, amely magában foglalja a páncélterem különböző biztonsági rendszereinek kijátszását, becsapását vagy hatástalanítását. RJ megszerzi az SLS biztonsági teherautójának rádiófrekvenciás jelét, és egy hamis teherautón dolgozik, amellyel a csapat behajt az SLS épületébe. A biztonságáért aggódva fegyvert is kér, amit Judy biztosít. Miután hátsó ajtót építettek a páncélterem hőmérséklet-érzékelő rendszerébe, Leo biztos benne, hogy teljesen ki tudják kerülni. Betör Roger otthonába, biztosítja az ujjlenyomatát, és egy anyagot ad Roger kontaktlencséjéhez. A hármasok találkoznak Rogerrel, és kérik, hogy kerítsék el a bemutatóra szóló kötvényeiket. Emellett telefonon fenyegetéseket kap valakitől, aki megpróbálja megzsarolni. Paranoiásan Roger átvizsgálja a biztonsági rendszert, és a hátsó ajtót felfedezik és befoltozzák. A Leo által elhelyezett anyag később irritálja Rogers szemét, Stan pedig szemorvosnak adja ki magát, és beszkenneli az arcának másolatát. Roger helyesen gyanítja, hogy Andrew áll a zsarolási kísérlet mögött, és szembesíti őt. Később Carlos Sujo-t, a jobbkezét küldi el, hogy megölje Andrew-t, aki azzal fenyegetőzött, hogy leleplezi Roger múltját. A fenyegető vihar leple alatt a rablás elindul. |     |                                                                          |                 |                                |                 |
| 4. | 4.  | Narancs (3 héttel a rablás előtt) ("Orange" (3 Weeks Before the Heist))  | Mairzee Almas   | Kate Barnow                    | 2023. január 1. |
| Abbasi részt vesz az NA találkozókon, hogy segítsen visszaszerezni a láthatási jogot, hogy láthassa a fiát. Miután az ékszerbolt betörésekből származó töltényhüvelyt Ava nyomára vezetik, Abbasi megpróbál bekapcsolódni a nyomozásba, mivel Ava okozta a felfüggesztését Leo börtönszökése ügyében folytatott nyomozás során. Ava és Bob el tudják adni az ellopott ékszereket egy orgazdának, Javier Zanettinek, és a pénzből elkészítik a hamis SLS biztonsági teherautót, bérelnek egy emeletet ugyanabban az irodaházban, mint az SLS, és felszerelést vásárolnak a rabláshoz. RJ segítségével a csapatnak sikerül feltérképezniük az SLS épületének belsejét a víz-, szellőző- és elektromos rendszerek segítségével, és megtalálják a páncéltermet. Abbasi a felettesével, Jennifer Helman-nal szembe menve, a társával, Samuel Tobyval együttműködve megpróbál nyomozni Ava után, de felfedezi, hogy kapcsolatban áll Bobbal, Judyval és Stannel. Abban a hitben, hogy Ava a csapat vezetőjével találkozik, Abbasi követi őt, de a lány elmenekül. Kétségbeesésében Abbasi letartóztatja Teresa Duartét, Ava egykori dadáját az ICE-nél. Abbasi találkozik Avával, és megpróbálja beszervezni őt téglának, cserébe Teresa szabadságáért. Annak ellenére, hogy Ava kompromittálódott, továbbra is a csapattal dolgozik. |     |                                                                          |                 |                                |                 |
| 5. | 5.  | Lila (24 évvel a rablás előtt) ("Violet" (24 Years Before the Heist))    | Robert Townsend | Ning Zhou                      | 2023. január 1. |
| Graham Davies (Roger Salas) segítségével Ray (Leo Pap) feltöri egy gazdag bankár házi széfjét, de a felfedezés elkerülése érdekében el kell bújnia a széfben, és majdnem megfullad. Ray felismerve munkája veszélyeit, feleségével (Lily Vernon) és kislányával (Hannah) tölti az idejét, és együtt nyitnak egy autóalkatrészboltot. Ray azt tervezi, hogy maga mögött hagyja bűnözői életét, ezért találkozik orgazdájával, Avával, és megpróbálja eladni a lopott holmiját. Miután Lilyt kirúgják a country klubban betöltött állásából, Ray bosszúból azt tervezi, hogy kirabolja az ott zajló karácsonyi jótékonysági árverést. Ray és Graham megpróbál értékes drágaköveket lopni az árverésen lévő ékszerekből, és hamisítványokkal pótolni azokat. Rayt azonban lebuktatja egy biztonsági őr, Graham pedig tüzet gyújt abban a reményben, hogy így időt kapnak a menekülésre, és ellopják a megmaradt ékszereket. Lily, akit rövid időn belül hívtak a country klubba, csapdába esik a tűzben, és meghal, miután Graham magára hagyja őt és Rayt. A kórházban a kétségbeesett Rayt letartóztatja a rendőrség, míg Hannah Avával együtt biztonságba vonul. |     |                                                                          |                 |                                |                 |
| 6. | 6.  | Piros (A rablás utáni reggel) ("Red" (The Morning After the Heist))      | Russell Fine    | Eric Garcia                    | 2023. január 1. |
| Leo megszökik az elárasztott páncélteremből, és elhagyja az SLS épületét, a legénység rejtekhelyére vonulva. Mivel az FBI még azelőtt megérkezett, hogy a páncélteremben megszólalt volna a riasztó, Judy úgy véli, hogy a rablócsapat között van egy áruló. Bob és RJ nem tér vissza. Roger és Hannah megérkezik az SLS épületéhez, és szemtanúi lesznek a rablás utóhatásainak, egy búvár pedig megtalálja Stan szemüvegét a páncélteremben. Carlos meglátogatja Stan feleségét, Barbara Loomis-t és az édesanyját, miközben nyomozónak adja ki magát. Miután Stan anyja megemlíti, hogyan találhatná meg Stant, Carlos mindkettőjüket megöli, és lenyomozza Stan tartózkodási helyét. Ava megérkezik a rejtekhelyre a hamis SLS biztonsági teherautóval, amely a páncélszekrényből származó kötvényeket tartalmazza. A kötvények nagy részét azonban színes papírra cserélték. Mivel Bob és RJ holléte ismeretlen, Leo, Judy, Stan és Ava ezután szembeszállnak egymással, de megzavarja őket Carlos és csapata, akik megrohamozzák az épületet. Rövid összecsapás után Carlost és csapatát megölik, és az FBI később megérkezik, és megtalálja a holttestüket. Abbasi és Toby átadják Rogernek a házkutatási parancsot, aki elvezeti őket a páncélteremhez, amelyből időközben kiszivattyúzták a vizet, és kinyitja a személyes széfjét ellenőrzésre, de sokkot kap egy láthatatlan tárgytól, ami benne van.                                     |     |                                                                          |                 |                                |                 |
| 7. | 7.  | Rózsaszín (6 hónappal a rablás után) ("Pink" (6 Months After the Heist)) | Mairzee Almas   | Kalen Egan                     | 2023. január 1. |
| Roger húsz évet tölt börtönben, és meglátogatja az időközben némává vált Bob, aki bosszút akar állni León és Stan-en. Két embert toboroz, Tacót és Samsont, akik megtalálják és megölik Zanettit, miután kihallgatják Ava hollétéről. Ava Ohióban él Teresával és Leóval, akinek Parkinson-kórja súlyosbodott. Eközben Stan és Judy Dél-Karolinában élnek, és azt tervezik, hogy elmenekülnek az országból. Stan megpróbálja eladni Judy lopott pillangó karkötőjét, de a vevő fülest ad az FBI-nak. Bob megérkezik Ava rejtekhelyére, Ava pedig megöli Tacót, de kiütik. Leo megadja Stan tartózkodási helyét Bobnak, aki megkötözi Leót, Avát és Teresát, és Ssmsonra hagyja, hogy vigyázzon rájuk. Miután megpróbálnak megszökni, Ava és Teresa megöli Samsont, akit Leo halálra szúr. Bob Dél-Karolinába hajt, de Abbasi szembeszáll vele, és agyonlövi. A jelenetet megfigyelve Judy megtalálja a pénzt Bob autójában, és azzal elmenekül, magára hagyva Stant. Abbasi nem adja fel, hogy megtalálja Leo csapatának maradékát, később egy, a hármasoknak dolgozó férfi megmérgezi, és összeesik. Leo visszatér New Yorkba, ahol felhívja Hannah-t és találkozik az unokájával, Lilivel. Ezután egyedül sétál a Central Parkban, és egy csuklyás férfi, Roger fia, Brad követi, aki lelövi. |     |                                                                          |                 |                                |                 |
| 8. | 8.  | Fehér (A rablás) ("White" (The Heist))                                   | Russell Fine    | Eric Garcia                    | 2023. január 1. |
| A csapat megkezdi a rablást, miközben Abbasi megfigyeli az SLS épületét. A legénység kiüti a fegyveres őröket, becsapja a járásérzékelő kamrát, és megkerüli az arc- és retinafelismerő rendszert. Ava vizet enged ki, hogy hatástalanítsa a hőmérséklet-érzékelőket, elárasztva ezzel a páncélteremet, lehetővé téve Stan és Bob számára, hogy feltörjék a széfeket. Abbasit felmegy az Ava által bérelt emeletre, de hatástalanítja a biztonsági tápzavaróját, és Roger rájön, hogy kirabolják. Judy elküldi az ellopott kötvényeket egy liftben, de Hannah elfogja őket, és fogadott testvérével, Liz Kimmel együttműködve színes papírral helyettesíti őket. Bob kapzsiságból elárulja a csapatot, és RJ lelőtte, de Judy megöli. Stan szemtanúja lesz, ahogy kidobják RJ holttestét, és miután üldözőbe vették Stant, Bobot Judy megfojtja, de később sürgősségi légcsőmetszést hajt végre, hogy életben maradjon. Az immár hamis kötvényekkel megrakodva Ava elindul az SLS teherautóval. Carlos eléri a páncéltermet, de Hannah kiüti, és megmenti Leót. A nő elmondja neki, hogy ő fogta el a kötvényeket, mivel a Hármasok engedélyezték a lopásukat, hogy biztosítást igényeljen a veszteségből. Miután megtalálja Roger személyes széfjének kulcsát, Leo beleteszi a karácsonyi jótékonysági árverésről lopott nyakláncot. |     |                                                                          |                 |                                |                 |

## A sorozat készítése
2021. szeptember 16-án kiderült, hogy a Netflix nyolc epizódos megrendelést adott a sorozatnak, amely akkor a Jigsaw címet viselte. Eric Garcia az alkotó, író és vezetője producer. A sorozat gyártója a Scott Free Productions és az Automatik Entertainment. A sorozat nem lineáris sorrendben épül fel, így a nézők megválaszthatják, hogy milyen sorrendben nézik a fináléig tartó epizódokat.

### Forgatás
A forgatás 2021. szeptember 1-en kezdődött a Netflix stúdiójában, Brooklynban. Ez az első produkció a Bushwick stúdióban. A forgatást 2022. március 16-án fejezték be.